# Peter von Goëss

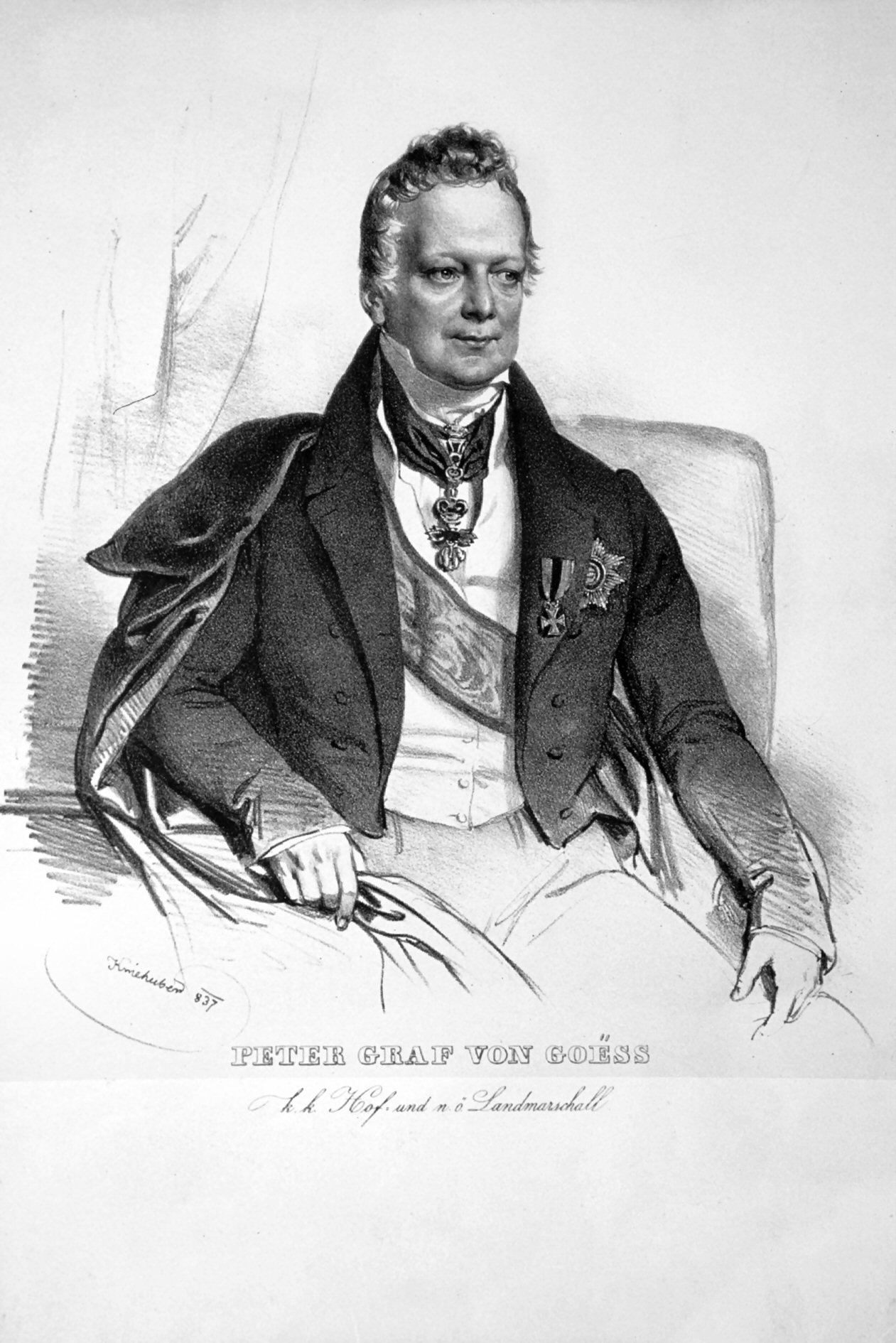
Peter Graf von Goess, Lithographie von Josef Kriehuber, 1837

Johann Peter II. Graf von Goëss, Freiherr zu Karlsberg und Moosburg (* 8. Februar 1774 in Florenz; † 11. Juli 1846 in Wien), war ein Angehöriger der Adelsfamilie Goëss. Er war österreichischer Geheimer Rat und Kämmerer, Jurist und Staatsbeamter, Landrechtspräsident des steiermärkisch-kärntnerischen Guberniums, dann Landesgouverneur in Galizien, schließlich niederösterreichischer Hofmarschall.

## Biographie
Der Sohn des Generalmajors Johann Karl Anton Goëss (1728–1798) und der Maria Anna Gräfin Christalnigg von und zu Gillitzstein (1751–1809), studierte die Rechtswissenschaften an der Universität Wien und trat dann in den Staatsdienst ein. 
Ab 1803 war er Präsident des österreichischen Guberniums Dalmatien, wobei er sich um die Bekämpfung einer Hungersnot besondere Verdienste erwarb. Der als umsichtig, gewandt und initiativ geltende Amtsträger bemühte sich auch, durch Maßnahmen der Armenfürsorge und Arbeitsbeschaffung (Straßenbau) den wirtschaftlichen Zustand der Region zu verbessern. 
Ab 1804 führte er die Landstände in Kärnten an, ab 1806 war er Landrechtspräsident des steiermärkisch-kärntnerischen Guberniums. In die Geschichte ging Graf Goëss ein, weil er im Auftrag von Erzherzog Johann, die Tiroler mobilisierte. Andreas Hofer war sozusagen „seine Erfindung“. Weil Kärnten von Wien durch die Franzosen abgeschnitten war, konnte er den Schachzug riskieren, das Volk zu bewaffnen, was im Kaiserhaus nicht gerne gesehen war. Er baute auch die Festung Malborgeth und organisierte die Kärntner Landwehr. Goëss wurde während der napoleonischen Kriege mehrfach von den Franzosen verhaftet. 
Sein Einsatz wurde mit dem Titel des Kaiserlichen Hofmarschalls und dem lukrativen Amt des Gouverneurs von Venedig belohnt.
Ab 1809 war er Landesgouverneur in Galizien und 1815 der venetianischen Provinzen. 
Er wurde 1825 niederösterreichischer Landmarschall und 1834 Obersthofmarschall und war Präsident der Gesellschaft der Musikfreunde sowie einer der Mitbegründer der Ersten Österreichischen Sparkasse.
Der Graf bekleidete von 1819 an weitere wichtige Funktionen und Ehrenämter: in der k. k. niederösterreichischen Erbsteuer-Hof-Kommission und Steuer-Regulierungs-Provinzial-Kommission, Präses der k. k. Landwirtschaftsgesellschaft zu Wien, Oberkurator der österreichischen mit der allgemeinen Versorgungsanstalt vereinigten Sparkasse als auch Ehrenmitglied der k. k. Akademie der bildenden Künste zu Wien, der k. k. Akademie der schönen Künste in Venedig, der k. k. Gesellschaft zur Beförderung des Ackerbaus, der Natur- und Landeskunde in Mähren und Schlesien, der Landwirtschaftsgesellschaften in Steiermark, Kärnten und Krain.

## Auszeichnungen
- Ritter des Ordens vom Goldenen Vlies (1816)[6]
- Ritter 1. Klasse des Ordens der Eisernen Krone
- Kommandeur des Österreichisch-kaiserlichen Leopold-Ordens
- Goldenes Zivilehrenkreuz 1813
- Ritter des russisch kaiserlichen St.-Alexander-Newski-Ordens
- Ritter des russischen kaiserlichen Weißen Adlerordens
- Großkreuz des Zivilverdienstordens der königlich bayerischen Krone
- Religiöser und Militärischer Constantinischer St.-Georgs-Orden

Quelle:

## Familie

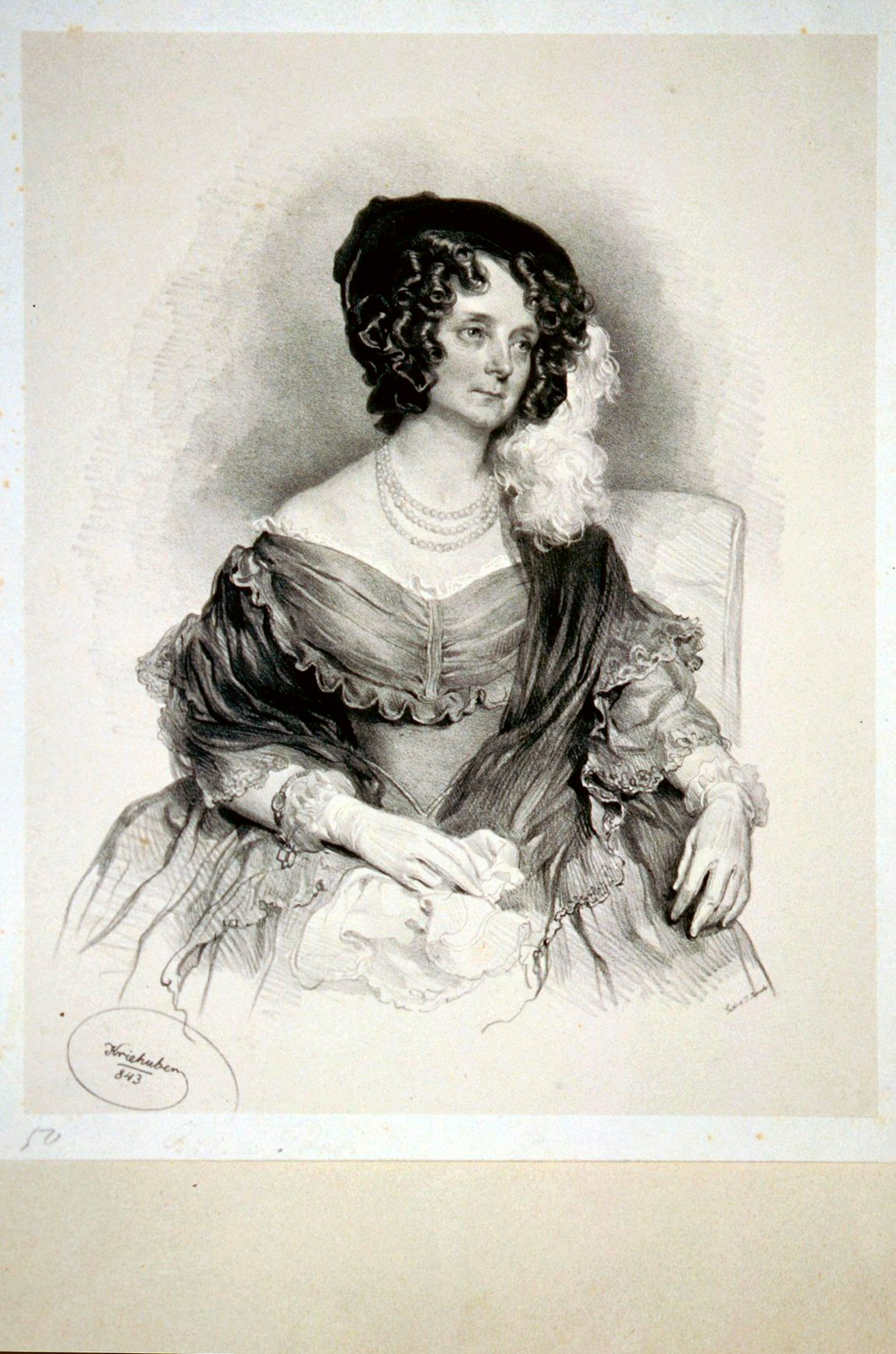
Isabella Gräfin von Türheim 1843

Peter von Goëss heiratete am 1. April 1799 in erster Ehe Karoline, Freiin von Kaiserstein (1774–1803), die bei der Geburt ihrer Zwillinge starb. Von den beiden Söhnen aus dieser Verbindung folgte ihr einer zwei Tage später, der andere verschied 1811.
In zweiter Ehe vermählte er sich am 27. Oktober 1807 mit Gräfin Isabella von Thürheim zu Bibrachzell (* 11. Juli 1784; † 6. Oktober 1855), der Schwester der Lulu Gräfin Thürheim. Das einzige aus dieser Ehe stammende Kind, Johann Anton (1816–1887), setzte den Stamm dieser Linie fort.